# Linda Thompson
Linda Diane Thompson (Memphis, 23 de maio de 1950) é uma atriz e compositora americana que também ganhou vários concursos de beleza, incluindo o título de Miss Tennessee dos Estados Unidos de 1972.
Foi casada com o ex-atleta olímpico Bruce Jenner, com quem teve seus filhos, Brandon Jenner e Brody Jenner.
Linda Thompson se popularizou por conhecer Elvis Presley depois da separação com Priscilla Presley. Foi Bill Browder (RCA) que apresentou Linda a Elvis. Linda tinha sido escolhida a Miss Tennessee e repartia um quarto com outra amiga que participara do concurso Miss USA. Um dia elas estavam no restaurante Fridays e foi lá que conheceram Bill Browder que perguntou depois se elas gostariam de conhecer Elvis Presley, Linda aceitou, e tudo começou a mudar ainda mais em sua carreira.